# Rifugio San Roque
Il rifugio San Roque (in spagnolo Refugio San Roque) è un rifugio antartico temporaneo argentino nei pressi della base San Martín.
Localizzato ad una latitudine di 65° 17' sud e ad una longitudine di 59°18' ovest, venne costruito nel 1956 come punto di appoggio logistico ed è attualmente abbandonato.